# Ramón Moliné Robert
Ramón Moliné Robert   (Blanes, 20 d'agost de 1945 - Santa Cruz de Tenerife, 7 de maig de 2024) va ser un jugador de bàsquet català. Amb els seus 1,88 metres jugava de pivot.

## Carrera esportiva
Va jugar dos anys a l'equip del seu municipi, i després dos anys més al Pineda. La temporada 1965-66 va fitxar pel Joventut de Badalona, avalat per Nino Buscató, i va jugar a l'equip badaloní durant dues temporades on va formar part de l'equip que va guanyar la primera lliga espanyola del club el 1967. Moliné va fer el servei militar a Tenerife, sent cedit per la Penya al RC Náutico. A Tenerife es va casar i establí la seva residència a Santa Cruz de Tenerife. Va jugar al Náutico durant vuit temporades. Es va retirar de la pràctica esportiva als 30 anys per motius professionals, en ser nomenat director general d'una important entitat asseguradora.
Va tenir dues filles, Ana i Yolanda, sent la segona de les dues també jugadora de basquetbol i 50 vegades internacional amb la selecció espanyola femenina. Actualment és regidora a l'Ajuntament de Santa Creu de Tenerife.